# Тоффоли, Луис Карлос
Луис Карлос Тоффоли (порт.-браз. Luís Carlos Tóffoli; 7 марта 1964, Каноас — 17 марта 2016, Сан-Паулу), также известный под именем Гаушо (порт.-браз. Gaúcho) — бразильский футболист, центрфорвард.

## Карьера
Гаушо начал свою карьеру в молодёжном составе клуба «Фламенго», провёл два матча за основу команды. Затем Тоффоли выступал за клубы «XV ноября», «Гремио», «Атлетико Гоияниенсе», «Санту-Андре» и даже поиграл в Японии за клуб «Верди Кавасаки». С 1988 года Тофоли выступал за клуб «Палмейрас», 17 ноября 1988 года «Палмейрас» играл против бывшего клуба Тоффоли, «Фламенго», в той игре голкипер «Палмейраса» Дзетти получил травму и место в воротах пришлось занять Тоффоли, так как у клуба уже не было замен. Сам Тоффоли совершил невероятное, не только отстоял ничью 1:1, но и в послематчевой серии пенальти принёс победу своей команде 5:4, отразив два удара от Алдаира и Зиньо, игроков сборной Бразилии. Всего за два года в «Палмейрасе» Гаушо провёл 79 матчей за клуб (из них — 34 победы, 26 ничьих, 19 поражений) и забил 31 гол.
В 1990 году Тоффоли вернулся во «Фламенго». С этим клубом Гаушо выиграл в 1990-м Кубок Бразилии, в 1991-м чемпионат штата Рио-де-Жанейро, а в 1992 году стал чемпионом Бразилии. В 1991-м, в победной Кариоке, Гаушо, к тому же стал лучшим бомбардиром турнира с 17-ю мячами. За «Фла» Гаушо провёл 198 матчей и забил 98 мячей.
В 1993 году Тоффоли был продан в Италию в клуб «Лечче», но в серии А футболист не смог закрепиться в составе и провёл за клуб лишь 5 матчей. После половины сезона в «Лечче» Тоффоли вернулся в Южную Америку, подписав контракт с аргентинским клубом «Бока Хуниорс», где его выступления были ещё более ужасающими: Гаушо ни разу не вышел на поле в официальных матчах. После «Боки» Тоффоли вернулся в Бразилию, подписав контракт с «Атлетико Минейро», затем играл за «Понте-Прета» и «Флуминенсе», в котором закончил карьеру в возрасте 31 года.
После завершения карьеры Тоффоли жил в Куябе и держал футбольную школу, в которой обучается около 400 студентов. Одновременно он являлся директором футбольного клуба «Куяба».